# Placentainsufficiens
När placentan (moderkakan) inte fungerar riktigt som den ska får barnet mindre syre och näring från modern. Detta tillstånd kallas placentainsufficiens och kan bland annat leda till att barnet inte växer ordentligt, att barnets hjärta inte har en normal funktion, eller att födseln blir mer påfrestande för barnet. Tillståndet ger vanligtvis inte upphov till några symptom hos modern.
Anledningarna till att placentans funktion är nedsatt kan bland annat bero på livsstilsfaktorer eller problem som uppstår under graviditeten. Några exempel på dessa är att graviditeten går över tiden, att modern har diabetes, högt blodtryck under graviditeten eller andra tillstånd som ökar risken för bildning av blodproppar, samt att modern röker eller använder droger. Även vissa läkemedel kan öka risken för placentainsufficiens.